# Liste der Biografien/Weih
Liste der Biografien |
Portal Biografien |
Personensuche
# |
A |
B |
C |
D |
E |
F |
G |
H |
I |
J |
K |
L |
M |
N |
O |
P |
Q |
R |
S |
T |
U |
V |
W |
X |
Y |
Z |
?
 
Wa |
Wc |
Wd |
We |
Wh |
Wi |
Wj |
Wl |
Wn |
Wo |
Wr |
Ws |
Wt |
Wu |
Ww |
Wy |
Wz
 
Wea |
Web |
Wec |
Wed |
Wee |
Wef |
Weg |
Weh |
Wei |
Wej |
Wek |
Wel |
Wem |
Wen |
Weo |
Wep |
Wer |
Wes |
Wet |
Weu |
Wev |
Wew |
Wex |
Wey |
Wez
 
Weia |
Weib |
Weic |
Weid |
Weie |
Weif |
Weig |
Weih |
Weij |
Weik |
Weil |
Weim |
Wein |
Weip |
Weir |
Weis |
Weit |
Weix |
Weiz
Die Liste der Biografien führt alle Personen auf, die in der deutschsprachigen Wikipedia einen Artikel haben. Dieses ist eine Teilliste mit 68 Einträgen von Personen, deren Namen mit den Buchstaben „Weih“ beginnt.

## Weih
- Weih, Rolf (1906–1969), deutscher Schauspieler

### Weiha
- Weihager, Robin (* 1988), schwedischer Eishockeyspieler
- Weihard, Werner (* 1957), deutscher Fußballspieler

### Weihe
- Weihe, August (1840–1896), deutscher Arzt und Homöopath
- Weihe, Carl Ernst August (1779–1834), deutscher Arzt und Botaniker
- Weihe, Christoph (* 1954), deutscher Bildhauer und Steinmetz
- Weihe, Cornelia (* 1959), deutsche Malerin und Bildhauerin
- Weihe, Friedrich August (1721–1771), deutscher evangelischer Pfarrer
- Weihe, Günter (* 1941), deutscher Radsportler
- Weihe, Justus (1891–1980), deutscher Jurist und Landrat
- Weihe, Karsten (* 1967), deutscher Mathematiker und Informatiker
- Weihe, Max (1891–1953), deutscher Lehrer und NS-Benachteiligter
- Weihe, Michael (1961–2012), deutscher Bildhauer
- Weihe, Peter (* 1955), deutscher Gitarrist, Produzent, Komponist, Arrangeur und HochschullehrerPeter Weihe (* 1955)

Peter Weihe (* 1955)

- Weihe, Tobias (* 1990), deutscher Schauspieler
- Weihe, Wilfried (* 1944), deutscher Radsportler, DDR-Meister im Radsport
- Weihe, Wolf (1923–2016), deutscher Biometeorologe
- Weihenmaier, Helmut (1905–1995), deutscher Politiker (NSDAP), Landrat in Freudenstadt
- Weihenmaier, Immanuel Ferdinand (1783–1836), württembergischer Verwaltungsbeamter
- Weihenmaier, Karl (1863–1915), deutscher Verwaltungsbeamter
- Weihenmayer, Erik (* 1968), US-amerikanischer BergsteigerErik Weihenmayer (* 1968)

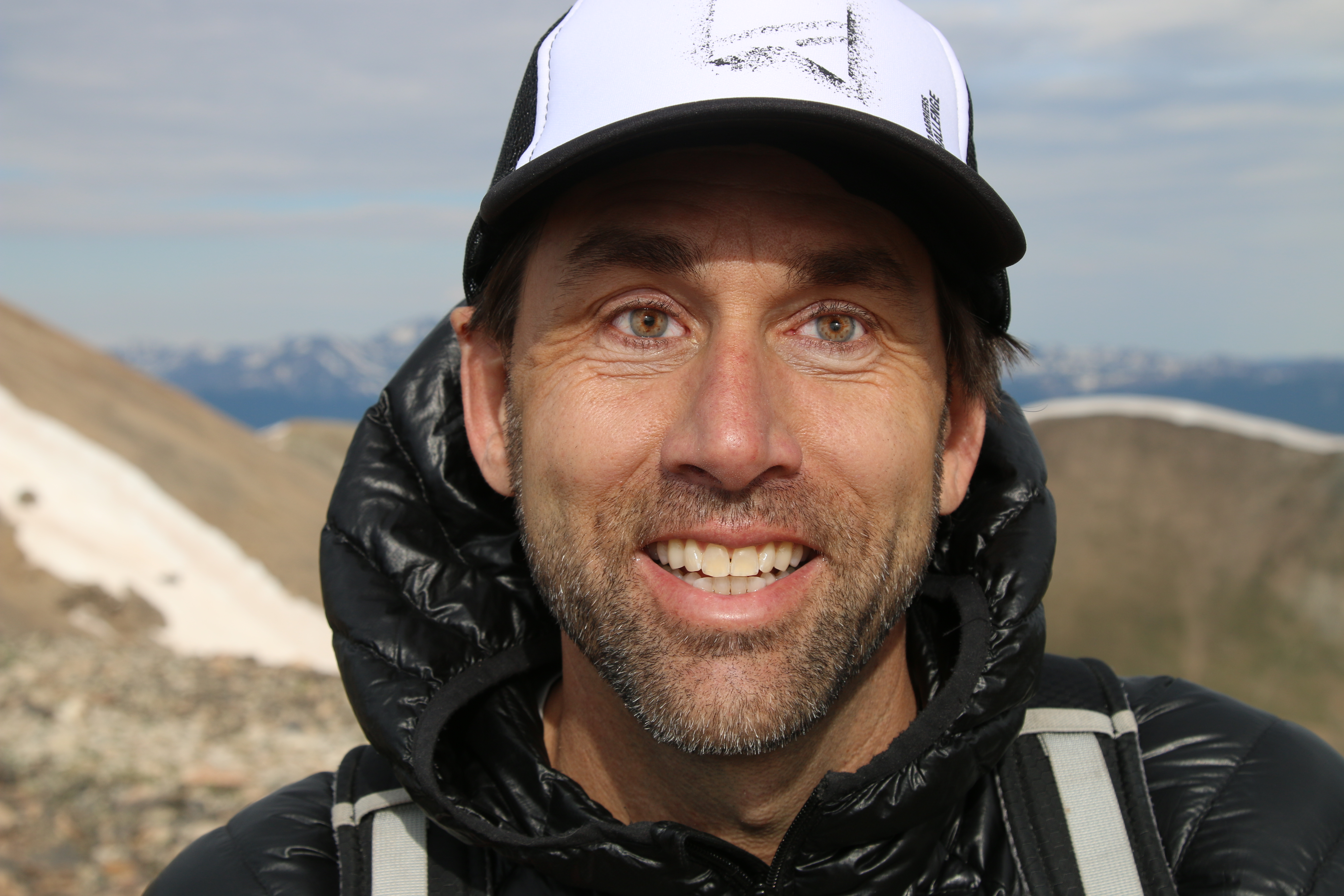
Erik Weihenmayer (* 1968)

- Weiher, Anton (1886–1961), deutscher Altphilologe und Pädagoge
- Weiher, Benno von (1810–1882), preußischer Verwaltungsjurist, MdPrA und Landrat
- Weiher, Carl Christoph Ludwig von († 1787), preußischer Landrat
- Weiher, Christian Rudolf von (1709–1782), preußischer Generalmajor und Chef des Kürassier-Regiments Nr. 2
- Weiher, Egbert von, deutscher Altorientalist
- Weiher, Erich (1893–1972), deutscher Schauspieler und Hörspielsprecher
- Weiher, Ernst Carl Ludwig von (1751–1814), deutscher Gutsbesitzer und Landrat
- Weiher, George von (1704–1760), preußischer Adliger, Oberhauptmann der Lande Lauenburg und Bütow
- Weiher, Jakob von (1609–1657), Gründer von Wejherowo
- Weiher, Kathrin (* 1962), parteilose deutsche Kommunalpolitikerin
- Weiher, Lucy von (1911–1969), deutsche Kunsthistorikerin
- Weiher, Martin (1512–1556), lutherischer Theologe und Bischof von Cammin
- Weiher, Moritz Heinrich von (1754–1822), deutscher Gutsbesitzer und Landrat
- Weiher, Petra (* 1961), deutsche Mathematikerin und Politikerin (PDS), MdL
- Weiher, Sigfrid von (1920–2007), deutscher Historiker, Publizist und Dozent für Technikgeschichte, Doktor der Philosophie (Uni Freiburg) und Genealoge
- Weiher, Werner von (1859–1904), deutscher Verwaltungsbeamter
- Weiherer, Christian (* 1971), deutscher Domkapellmeister
- Weiherer, Christoph (* 1980), niederbayerischer LiedermacherChristoph Weiherer (* 1980)

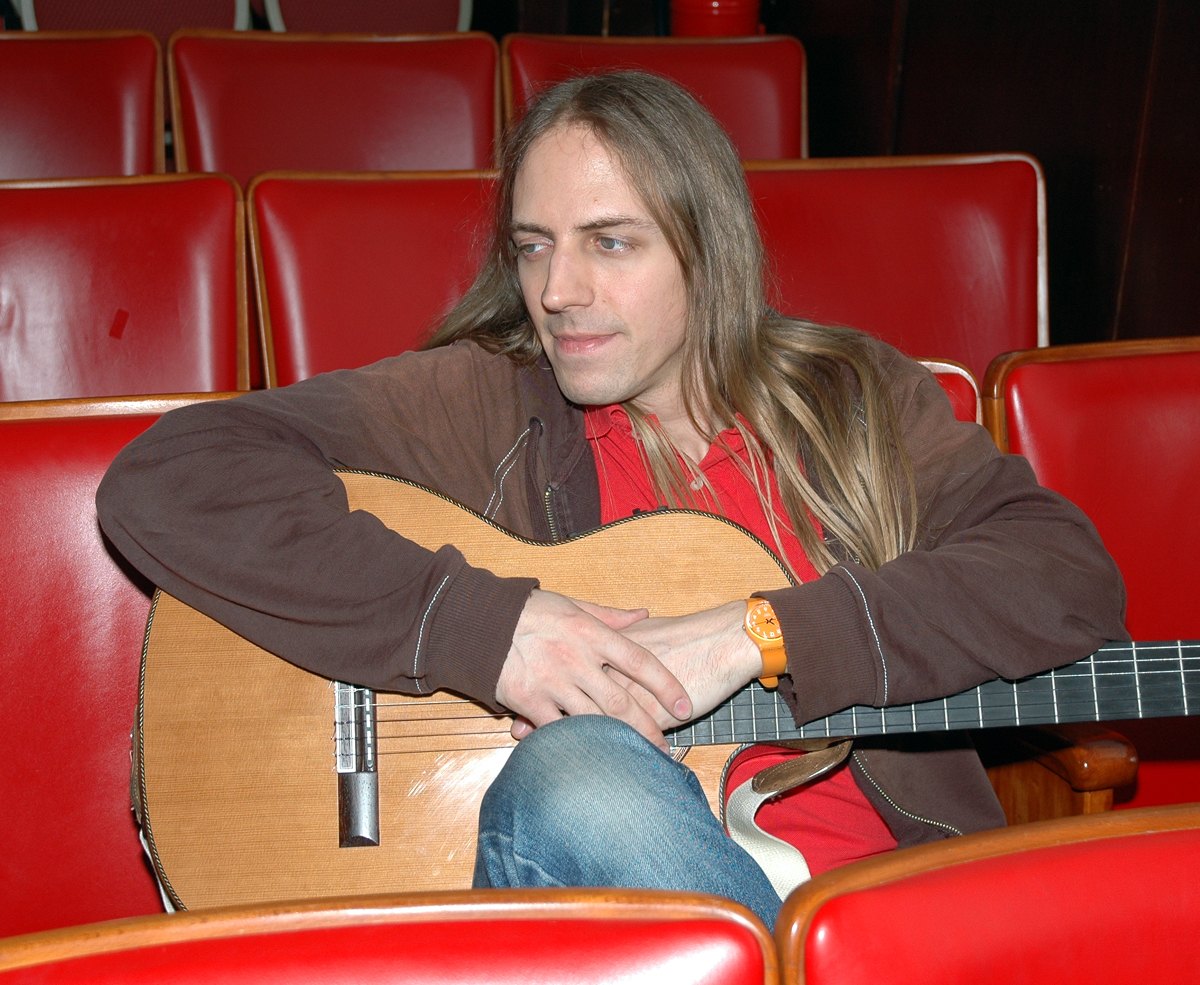
Christoph Weiherer (* 1980)

- Weiherhof, Marc (* 1985), Schweizer Autor homoerotischer Bücher und Kurzgeschichten
- Weihermüller, Augustina (1900–1993), deutsche Benediktinerin

### Weihl
- Weihl, Charlotte (* 1999), deutsche Weinkönigin 2023/24

### Weihm
- Weihmann, Manfred (1938–2006), deutscher Verwaltungsleiter der DDR-Staatssicherheit
- Weihmayr, Franz (1903–1969), deutscher Kameramann

### Weihn
- Weihnert, Margit (* 1953), deutsche Politikerin (SPD), MdL

### Weiho
- Weihönig, Erik (* 1949), deutscher Unternehmer in Berlin

### Weihr
- Weihrauch, Birgit (* 1943), deutsche Medizinerin, Bremer Staatsrätin
- Weihrauch, Caroline (* 1961), deutsche Malerin
- Weihrauch, Gustav (1862–1940), deutscher Pädagoge und Naturschützer
- Weihrauch, Hans Robert (1909–1980), deutscher Kunsthistoriker
- Weihrauch, Helmut (1922–2006), deutscher Politiker (SED)
- Weihrauch, Klaus (* 1943), deutscher Informatiker
- Weihrauch, Otto (* 1898), deutscher Politiker (KPD)
- Weihrauch, Patrick (* 1994), deutscher FußballspielerPatrick Weihrauch (* 1994)

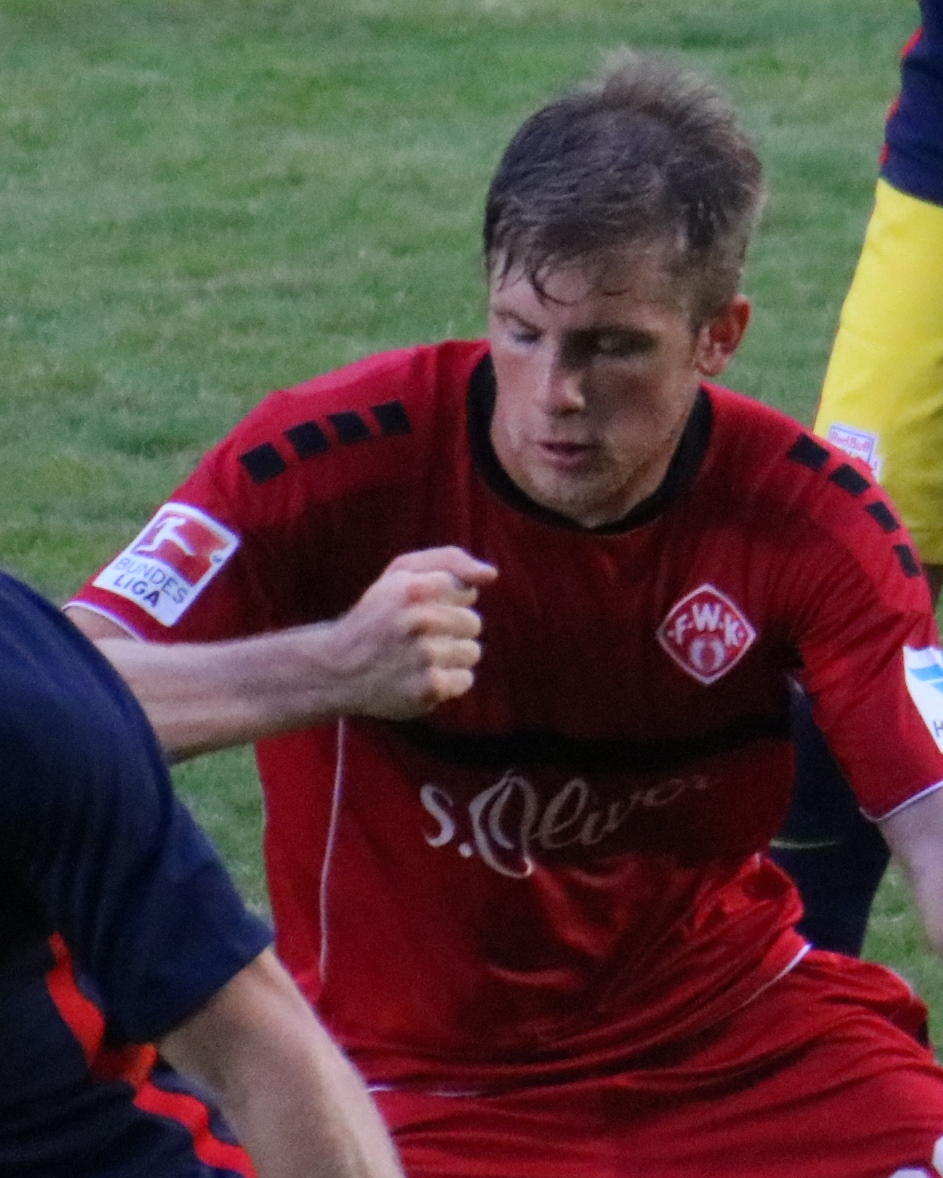
Patrick Weihrauch (* 1994)

- Weihrauch, Svend (1899–1962), dänischer Silberschmied
- Weihrauch, Thomas Robert (1942–2022), deutscher Internist mit Spezialisierung auf Gastroenterologie
- Weihrich, Dietmar (* 1964), deutscher Politiker (Bündnis 90/Die Grünen), MdL

### Weihs
- Weihs, Antje (* 1968), deutsche Juristin und Richterin am Bundesfinanzhof
- Weihs, Erika (1917–2010), österreichisch-US-amerikanische Illustratorin und Malerin
- Weihs, Gregor (* 1971), österreichischer Quantenphysiker
- Weihs, Hendrik, deutscher Raumfahrtingenieur
- Weihs, Oskar (1911–1978), österreichischer Politiker (SPÖ), Abgeordneter zum Nationalrat
- Weihs, Peter (1927–1981), österreichischer Schauspieler, Regisseur und Theaterleiter
- Weihs, Richard (* 1956), österreichischer Autor, Musiker und Schauspieler
- Weihs, Rolf (1920–2000), deutscher Politiker (SED), Erster Sekretär der SED-Bezirksleitung Karl-Marx-Stadt
- Weihs, Sandra (* 1983), österreichische Schriftstellerin
- Weihs, Thomas J. (1914–1983), Arzt, Heilpädagoge, Schriftsteller
- Weihsmann, Helmut (* 1950), österreichischer Architekturhistoriker und Wissenschaftspublizist